# Izoprenalina
Izoprenalina (łac. isoprenalinum) – wielofunkcyjny organiczny związek chemiczny z grupy katecholamin. Lek o działaniu sympatykomimetycznym, działający najsilniej ze wszystkich katecholamin na receptory adrenergiczne.

## Mechanizm działania
Izoprenalina jest nieselektywnym β-mimetykiem o powinowactwie do receptorów β1 oraz β2 oraz o braku powinowactwa do recetorów α. Ma najsilniejszy wpływ na receptory Β ze wszystkich katecholamin, działa 2–10 razy silniej w porównaniu do adrenaliny i 100 razy silniej w porównaniu do noradrenaliny. Wpływa rozkurczająco na oskrzela, przyśpiesza akcję serca, zwiększa objętość wyrzutową serca oraz rzut serca, rozszerza naczynia żylne, zmniejsza opór w krążeniu dużym i krążeniu płucnym, powoduje wzrost ciśnienia tętniczego skurczowego i spadek rozkurczowego, hamuje czynność skurczową macicy, działa rozkurczająco na tkankę mięśniową gładką przewodu pokarmowego.

## Metabolizm
Izoprenalina jest sprzęgana z kwasem siarkowym przede wszystkim w ścianie jelita i mniejszym stopniu w wątrobie, metabolizowana przez COMT oraz wydalana w postaci niezmienionej z moczem.

## Zastosowanie
- skurcz oskrzeli[3]
- bradykardia[3]
- blok przewodnictwa przedsionkowo-komorowego[3]
- torsade de pointes[3]

W 2015 roku żaden produkt leczniczy zawierający izoprenalinę nie był dopuszczony do obrotu w Polsce.

## Działania niepożądane
Izoprenalina może powodować następujące działania niepożądane:
- zależne od dawki
  - zaczerwienie twarzy
  - potliwość
  - drżenie kończyn
  - niepokój
  - ból głowy
  - zawroty głowy
  - nudności
  - wymioty
  - brak łaknienia
  - tachykardia
  - kołatanie serca
  - zespół Morgagniego-Adamsa-Stokesa
  - obrzęk płuc
- przy przedłużonym stosowaniu
  - uszkodzenie szkliwa
  - czerwone podbarwienie śliny i plwociny
- przy długotrwałym stosowaniu
  - powiększenie ślinianek